# Cilicaeopsis lepida
Cilicaeopsis lepida är en kräftdjursart som beskrevs av Oleg Grigor'evich Kussakin och Malyutina 1992. Cilicaeopsis lepida ingår i släktet Cilicaeopsis och familjen klotkräftor. Inga underarter finns listade i Catalogue of Life.